# Pulgão-negro-do-pessegueiro
Anuraphis persicae (também Brachycaudus schwartzi ou Appelia schwartzi, Börner, 1931 e Anuraphis amydali, González de Andrés, 1934 - ou, ainda Brachycaudus persicae) é uma espécie de afídio, de corpo negro, que constitui uma praga nas culturas de pessegueiro, sendo, por isso, designado como pulgão-negro, pulgão-negro-do-pessegueiro, afídio-do-pessegueiro, piolho-do-pessegueiro, pulgão-do-pessegeiro e afídeo-do-pessegueiro. Recebe ainda as designações de pulgão-da-falsa-crespeira e pulgão-pardo-do-pessegueiro. É uma espécie monófaga, vivendo apenas no pessegueiro, onde põe os ovos, durante o inverno, nas anfractuosidades da casca e raiz, colonizando, depois, folhas e rebentos jovens, que ficam deformados com a sua acção. Entre os estragos que provoca, conta-se a produção de melada e consequente formação de fumagina.